# Homalonychidae

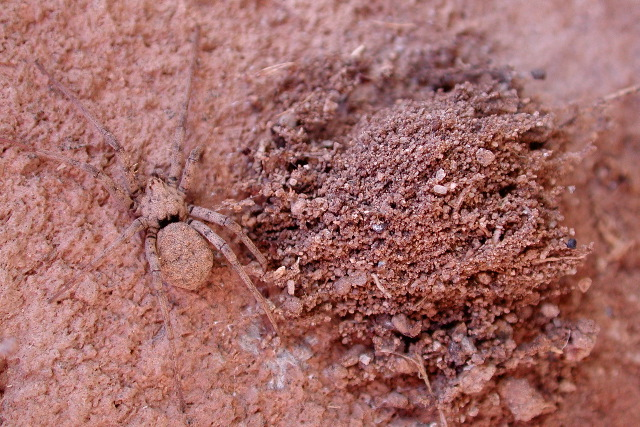
Homalonychus sp.

Homalonychidae é uma família de aranhas araneomorfas, que como outras 6 famílias, entre as quais se destacam, pelo número de espécies, Clubionidae e Miturgidae, aguarda classificação, considerando-se um taxon incertae sedis. As espécies incluídas nesta família não constróem teias, vivendo debaixo de rochas e entre vegetação morta. As duas espécies da América do Norte vivem no deserto, camuflando-se com a sua coloração corporal e recorrendo ao enterramento parcial na areia.

## Descrição
Duas das espécies têm a sua distribuição natural restrita ao México e à parte meridional dos EUA. Homalonychus theologus ocorre a oeste do Rio Colorado e H. selenopoides a leste daquele rio, com algumas populações no Vale da Morte e no Nevada.

## Sistemática
A família Homalonychidae integra 3 espécies, agrupadas num único género:
- Homalonychus Marx, 1891

Em 1991 foi descrita uma espécie na Índia, mas não é segura a sua integração neste género.